# Irene Camber
Irene Camber-Corno (Trieste, 12 februari 1926 – Lissone, 23 februari 2024) was een Italiaans schermer.
Camber nam deel aan vier Olympische Spelen.
Camber werd in 1952 olympisch kampioen individueel en kon vier jaar later haar titel niet verdedigen vanwege een zwangerschap. In 1960 in eigen land won Camber olympisch brons met het team, het teamonderdeel stond in 1960 voor het eerst op het programma.
Camber werd in 1957 wereldkampioen met het team en in 1953 individueel.
Camber overleed in de nacht van 22 op 23 februari op 98-jarige leeftijd.

## Resultaten

### Olympische Zomerspelen
| Jaar | Plaats   | Resultaten                  |
| ---- | -------- | --------------------------- |
| 1948 | Londen   | HF poule floret             |
| 1952 | Helsinki | floret                      |
| 1960 | Rome     | floret team KF poule floret |
| 1964 | Tokio    | 4e floret team              |

### Wereldkampioenschappen schermen
| Jaar | Plaats       | Resultaten           |
| ---- | ------------ | -------------------- |
| 1952 | Kopenhagen   | floret team          |
| 1953 | Brussel      | floret · floret team |
| 1954 | Luxemburg    | floret team          |
| 1955 | Rome         | floret team          |
| 1957 | Parijs       | floret team · floret |
| 1962 | Buenos Aires | floret team          |

1924: Ellen Osiier ·
1928: Helene Mayer ·
1932: Ellen Preis ·
1936: Ilona Elek ·
1948: Ilona Elek ·
1952: Irene Camber ·
1956: Gillian Sheen ·
1960: Heidi Schmid ·
1964: Ildikó Uslaky-Rejtő ·
1968: Jelena Novikova ·
1972: Antonella Ragno-Lonzi ·
1976: Ildikó Schwarczenberger ·
1980: Pascale Trinquet ·
1984: Luan Jujie ·
1988: Anja Fichtel ·
1992: Giovanna Trillini ·
1996: Laura Badea ·
2000: Valentina Vezzali ·
2004: Valentina Vezzali ·
2008: Valentina Vezzali ·
2012: Elisa Di Francisca ·
2016: Inna Deriglazova ·
2020: Lee Kiefer ·
2024: Lee Kiefer